# Шо Нев
Шо Нев (фр. Chaux-Neuve) насеље је и општина у источној Француској у региону Франш-Конте, у департману Ду која припада префектури Понтарлије.
По подацима из 2011. године у општини је живело 273 становника, а густина насељености је износила 9,64 становника/km². Општина се простире на површини од 28,31 km². Налази се на средњој надморској висини од 992 метара (максималној 1.384 m, а минималној 980 m).

## Демографија
| 1962. | 1968. | 1975. | 1982. | 1990. | 1999. | 2011. |
| ----- | ----- | ----- | ----- | ----- | ----- | ----- |
| 230   | 252   | 202   | 180   | 191   | 223   | 273   |

График промене броја становника у току последњих година